# Cantores Sancti Marci
Cantores Sancti Marci, službeno i Oratorijski zbor crkve sv. Marka u Zagrebu, hrvatski je crkveni zbor iz Zagreba, ujedno i župni zbor crkve sv. Marka.
Osnovan je 1988. godine. Do konca ožujka 2014. održao je više od 2500 nastupa. Zbor je osnovan na poticaj Nevena Valenta (1964. – 2012.). Zbor nastavlja tradiciju Oratorijskog zbora crkve sv. Marka osnovana 1920. godine, a kojem je djelovanje prekinuto 1946. godine. Zborom su ravnali poznati hrvatski dirigenti Vladimir Kranjčević, Ivan Repušić, Tomislav Fačini, Franjo Dugan stariji te Mladen Pozajić. Od početka 2011. vodstvo Oratorijskog zbora preuzeo je prof. Jurica Petar Petrač.
Godine 2015. na Festivalu radosne kulture proglašeni su najboljim crkvenim zborom na području Jugoistočne Europe. Sljedeće su akademske godine održali zapažene koncerte sa Zagrebačkom filharmonijom, Hrvatskim baroknim ansamblom i Zagrebačkim solistima.
Na 3. Europskim zborskim igrama 2017. u latvijskoj Rigi osvojili su prve nagrade u obje natjecateljske kategorije. U kategoriji sakralne glazbe (Musica sacra) izveli su jedan stavak iz oratorija Antuna Tomislava Šabana »Golgota«, uglazbljenog djela Silvija Strahimira Kranjčevića, kao i skladbe »Gaude Virgo, Mater Christi« i »Nunc digitis« na latinskom, »Abendlied« (Večernju pjesmu) na njemačkom i »Precious lord« na engleskom. U kategoriji odraslih zborova nastupili s pet drugih skladbâ, od kojih su dvije bile hrvatskih skladatelja: »Crn bel« Igora Kuljerića i »Vokalmusik« A. T. Šabana.

## Vanjske poveznice
- Cantores Sancti Marci na Facebooku
- Cantores Sancti Marci  Arhivirana inačica izvorne stranice od 30. srpnja 2017. (Wayback Machine) Koncertna direkcija Zagreb
- Cantores Sancti Marci na Discogsu